# کریسیوما
کریسیوما (انگلیسی: Criciúma) یک شهر در ایالت سانتا کاتارینا، برزیل است.
مساحت این شهر ۲۳۵٫۶۲۸ کیلومتر مربع، جمعیت آن در سال ۲۰۰۷ میلادی ۱۹۲٬۲۳۶ نفر و ارتفاع آن از سطح دریا ۴۶ متر می‌باشد.

## شهرهای خواهرخوانده
- هرنینگ, دانمارک
- هانوفر, آلمان
- ویتوریو ونتو, ایتالیا